# Kisialki
Kisialki (biał. Кісялькі; ros. Кисельки, pol. hist. Kisielki) – wieś na Białorusi, w obwodzie mohylewskim, w rejonie mohylewskim, w sielsowiecie Suchary, przy drodze republikańskiej R96.
W XIX w. dwa folwarki, z których jeden należał do Wołkowiczów. Do 1917 położone były w Rosji, w guberni mohylewskiej, w powiecie czauskim. Następnie w granicach Związku Sowieckiego. Od 1991 w niepodległej Białorusi.